# Ernesto Togni
Ernesto Togni (ur. 6 października 1926 w Brione, zm. 11 listopada 2022) – szwajcarski duchowny rzymskokatolicki, w latach 1978–1985 biskup Lugano.

## Życiorys
Święcenia kapłańskie przyjął 7 maja 1950 w ówczesnej diecezji Bazylei i Lugano, udzielił ich mu Angelo Giuseppe Jelmini, ówczesny administrator apostolski włoskojęzycznej części diecezji. Po podziale diecezji w 1971 został inkardynowany do nowo powstałej diecezji Lugano. 15 lipca 1978 papież Paweł VI mianował go ordynariuszem diecezji. Sakry udzielił mu 17 września 1978 abp Ambrogio Marchioni, ówczesny nuncjusz apostolski w Szwajcarii. 21 czerwca 1985 przeszedł na wcześniejszą emeryturę w wieku 58 lat. Od tego czasu pozostał biskupem seniorem diecezji. 